# Khirbet al-Deir
Khirbet al-Deir (àrab: خربة الدير, Ḫirbat ad-Dayr) és una vila de la governació d'Hebron, al centre de Cisjordània, situada 10 kilòmetres al sud-est de Betlem. Segons l'Oficina Central d'Estadístiques de Palestina (PCBS), tenia 1.554 habitants en 2016.
Des de la Guerra dels Sis Dies el 1967, la vila ha estat sota l'ocupació israeliana. La població del cens de 1967 realitzada per les autoritats israelianes era de 301 habitants.